# Kalinovača
Kalinovača je naselje u Republici Hrvatskoj, u sastavu Grada Gospića, Ličko-senjska županija. 

## Stanovništvo
Prema popisu stanovništva iz 2001. godine, naselje je imalo 164 stanovnika te 45 obiteljskih kućanstava.

Prema popisu stanovništva 2011. godine naselje je imalo 94 stanovnika.
| broj stanovnika | 507   |       |       | 563   | 655   | 610   | 618   | 553   | 673   | 527   | 416   | 386   | 313   | 243   | 164   | 94    | 99    |
|                 | 1857. | 1869. | 1880. | 1890. | 1900. | 1910. | 1921. | 1931. | 1948. | 1953. | 1961. | 1971. | 1981. | 1991. | 2001. | 2011. | 2021. |